# Secret Santa
Pour les articles homonymes, voir Secret (homonymie) et Santa.
 (janvier 2025).
Si vous disposez d'ouvrages ou d'articles de référence ou si vous connaissez des sites web de qualité traitant du thème abordé ici, merci de compléter l'article en donnant les références utiles à sa vérifiabilité et en les liant à la section « Notes et références ».
Secret Santa ou Noël canadien est une tradition de Noël, surtout dans les pays anglo-saxons, lors de laquelle les membres d'un groupe ou d'une communauté s'offrent au hasard des cadeaux.

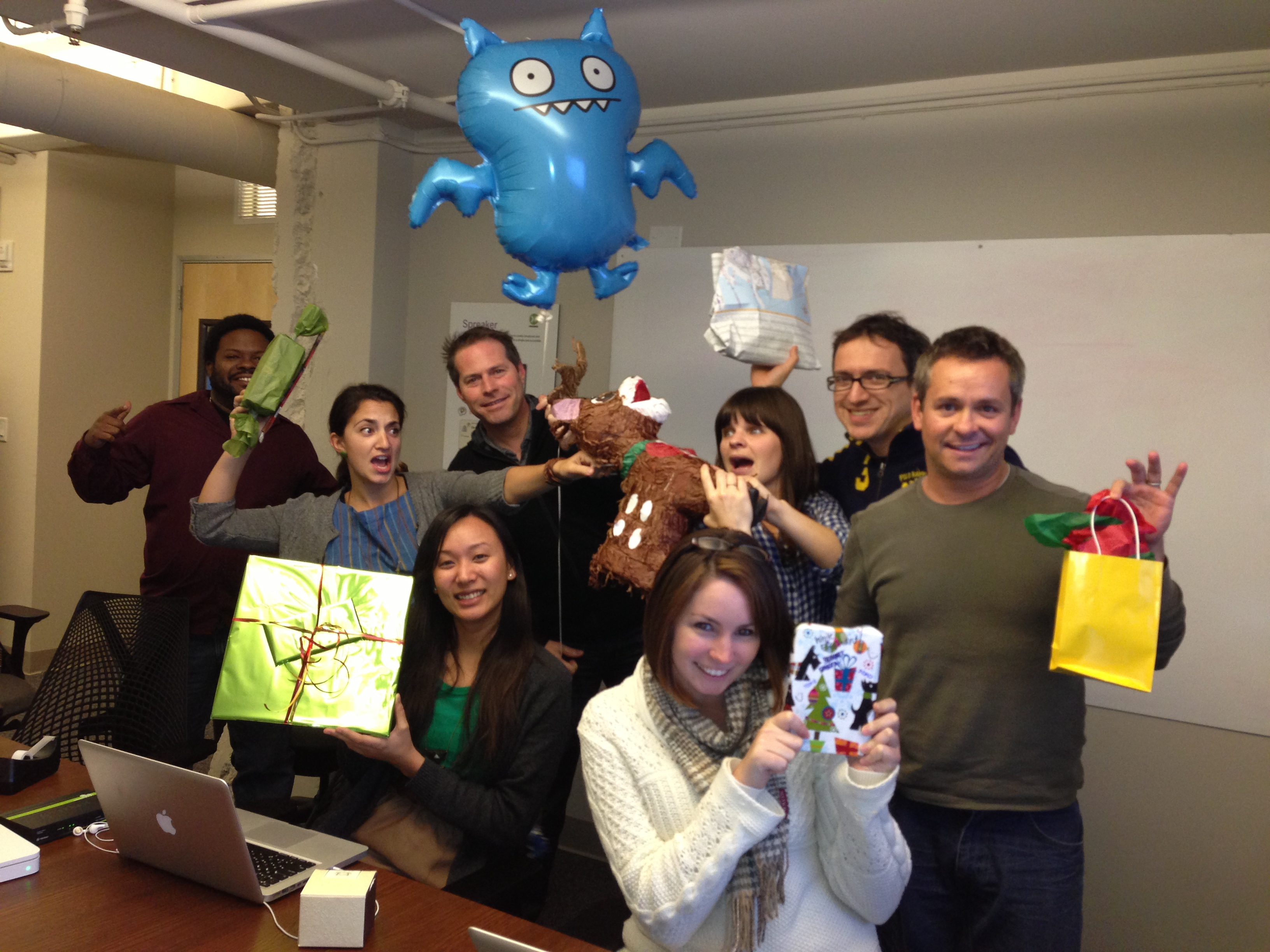
Groupe de collègues s'apprêtant à s'échanger leurs cadeaux.

Le tirage au sort est anonyme (il peut y avoir des variantes, mais souvent le nom de l'offrant est révélé seulement le jour de l'échange des cadeaux).
Cette tradition est souvent pratiquée sur les lieux de travail, dans les familles nombreuses ou entre amis et dans les classes dans les écoles. Sa participation est généralement volontaire. Elle offre un moyen pour beaucoup d'offrir et de recevoir un cadeau à un coût modéré (au lieu de multiplier les cadeaux, on reçoit un cadeau et on en fait un). Le secret du tirage encourage également, pour les groupes dont les membres ne sont pas assez proches, à faire participer les gens, et à rendre ainsi plus facile l'organisation et l'échange de cadeaux.

## Description et règles du jeu
Beaucoup de familles, écoles et bureaux organisent ce type d’événement à l’époque de Noël ou avant les congés de fin d'année, à l’occasion d’un rassemblement.
Pour faire connaître et organiser l’événement, certains diffusent des invitations (papier, chaînes d'échanges par email, site Internet, applications mobiles, etc.) dans les bureaux ; à l'école, les élèves sollicitent leurs professeurs pour faire un goûter pour l'occasion ; en famille, où chacun partage le principe.
Un maximum est généralement défini avant le tirage sur ce qui peut être offert (budget, type de cadeau, etc.), qui est souvent inférieur à 15 €. Dans les pays anglo-saxons, la tradition est plutôt d'offrir des cadeaux insolites et décalés, en particulier dans les entreprises de la Silicon Valley où c'est une vraie tradition.
Un tirage au sort est alors effectué avant l’événement, suffisamment longtemps afin que chacun puisse préparer son cadeau.
Le jour du rassemblement, la distribution est généralement réalisée avec tous les cadeaux placés sur une table, marqués par le nom du destinataire (avec ou sans celui de l'offrant suivant la variante utilisée). Les échanges de cadeaux démarrent alors en commençant par exemple par le plus jeune (ou dernier arrivé dans l’entreprise, etc. suivant la situation) qui reçoit son cadeau par l'offrant qui se révèle à cette occasion.

## Autres noms
Bien que le nom international Secret Santa soit le plus répandu, cette tradition est connue également sous d'autres noms à travers le monde :
- Kris Kringleou Chris Kindle (Christkindl) en Irlande et dans certaines parties de l'Australie[2].
- Kris Kringle au Canada et aux Philippines (où elle est également connue comme Monito-monita).
- Wichteln ou Engerl und Bengerl[2]  en Allemagne, Suisse et Autriche.
- Amigo secreto ou Amigo oculto (ami secret) au Portugal et Brésil.
- Amigo invisible (Ami invisible) en Espagne et en Argentine.
- Amigo secreto dans la plupart des autres pays d’Amérique latine.
- Pollyanna est utilisé dans le sud de la Pennsylvanie et dans le sud du New Jersey pour désigner un échange de cadeaux similaire (qui est une variante du Secret Santa).
- Échange de cadeaux au Québec
- Le géant et le nain en Israël.
- Cacahuète en Belgique[2].
- Noël canadien en France notamment mais aussi dans d'autres pays francophones.[réf. nécessaire]

## Variantes
Il existe différentes variantes dans la manière de faire un Noël canadien. Voici différentes règles pouvant être appliquées suivant les variantes :
- la présentation du nom de l'offrant se fait alors que chacun a déjà fait son cadeau ;
- le nom de l'offrant reste anonyme et ce même après l'ouverture du cadeau ;
- chaque participant soumet une liste de souhaits de cadeaux avec son nom dans le chapeau de tirage, parmi lesquels l’offrant pourra choisir le présent à lui offrir ;
- les groupes peuvent choisir de faire don de l'argent économisé sur les cadeaux à une association, à  un organisme de charité, , etc.

## Outils de tirage
La pratique du tirage se fait de plus en plus à travers des supports dématérialisés tels que les sites Internet ou applications mobiles. Ces supports permettent d'apporter des nouveautés par rapport à tirage papier physique tels que :
- la possibilité d'effectuer un tirage à distance ;
- l'assurance qu'il n'y ait pas de 'triche' (les permutations étant largement possibles en version papier) ;
- la possibilité d'échanger des messages de façon anonyme entre l'offrant et la personne tirée au sort ;
- la possibilité de définir des règles particulières de tirage (pas de cadeau entre personne d'un même couple ou même service par exemple) possibles par papier mais pouvant nécessiter de nombreux tirages suivant la complexité des règles.